# Großostheim
Großostheim est un marché (Markt) allemand de Bavière situé dans l'arrondissement d'Aschaffenbourg et le district de Basse-Franconie.

## Géographie

Situation de Großostheim (en rouge) dans l'arrondissement d'Aschaffenbourg

Großostheim est situé au sud-ouest de l'arrondissement, à la limite avec le land de Hesse (arrondissement de Darmstadt-Dieburg) à l'ouest et l'arrondissement de Miltenberg au sud et à l'est, à la bordure septentrionale du massif de l'Odenwald.
Großostheim est composée de quatre villages (population en 2008) :
- Großostheim (8 296)
- Pfaumheim (2 847)
- Ringheim (3 317)
- Wenigumstadt (2 002)

Communes limitrophes (en commençant par le nord et dans le sens des aiguilles d'une montre) : Stockstadt am Main, ville d'Aschaffenbourg, Niedernberg, Mömlingen et Schaafheim.
Großostheim forme avec les communes de Stockstadt et Schaafheim la région historique du Bachgau.

## Histoire
La première mention écrite de la ville date des années 780-799 dans un document émanant de l'abbaye de Fulda sous le nom de Ostheim. Ce n'est qu'à partir du XVIIe siècle que sera utilisé le nom de Groß-ostheim (Grand-Ostheim). Pfaumheim apparaît en 794 et Wenigumstadt en 1229 sous le nom de Villa Omestad minor.
Le quartier de Ringheim est né après la Seconde Guerre mondiale lorsque des bâtiments appartenant à la base de l'armée de l'air furent utilisés pour reloger provisoirement des réfugiés allemands expulsés de Tchécoslovaquie, ce qui lui donne son aspect moderne actuel.
En 1278, Großostheim est incorporée à l'Électorat de Mayence et, comme celui-ci, fait partie de la principauté d'Aschaffenbourg de 1803 à 1814, date de son intégration dans le royaume de Bavière. En 1818, Großostheim était érigée en commune.
Lors des réformes administratives des années 1970, les communes de Pfaumheim et Wenigumstadt, issues de l'arrondissement dissous d'Obernburg, fusionnent avec Großostheim pour former le marché actuel.

## Démographie
Marché de Großostheim seul :
| 1910  | 1933  | 1939  |
| ----- | ----- | ----- |
| 3 186 | 3 840 | 4 332 |

Marché de Großostheim dans ses limites actuelles :
| 1840  | 1871  | 1900  | 1910  | 1925  | 1933  | 1939  | 1950  | 1961   |
| ----- | ----- | ----- | ----- | ----- | ----- | ----- | ----- | ------ |
| 4 173 | 4 434 | 4 774 | 5 242 | 5 620 | 6 355 | 6 974 | 9 324 | 10 707 |

| 1970   | 1987   | 1995   | 2003   | 2009   | - | - | - | - |
| ------ | ------ | ------ | ------ | ------ | - | - | - | - |
| 12 788 | 13 514 | 14 893 | 16 283 | 16 363 | - | - | - | - |

## Monuments
Großostheim possède un riche patrimoine architectural qui en fait un lieu d'excursions intéressant :
- Église Sts Pierre et Paul datant du XIIIe siècle. L'église conserve un tableau de Tilman Riemenschneider de 1515 : La déposition du Christ.
- Maison Nöthig-Gut, maison à colombages du XVIe siècle sur la place du Marché, aujourd'hui Musée de la Ville
- Nombreuses maisons à colombages des XVIe siècle et XVIIIe siècle
- Remparts et tours : Spitze Turm, Stumple Turm, Hexenturm

Les villages de Pfaumheim et Wenigumstadt possèdent chacun un ancien hôtel de ville (Alt Rathaus) du XVIe siècle.

## Économie

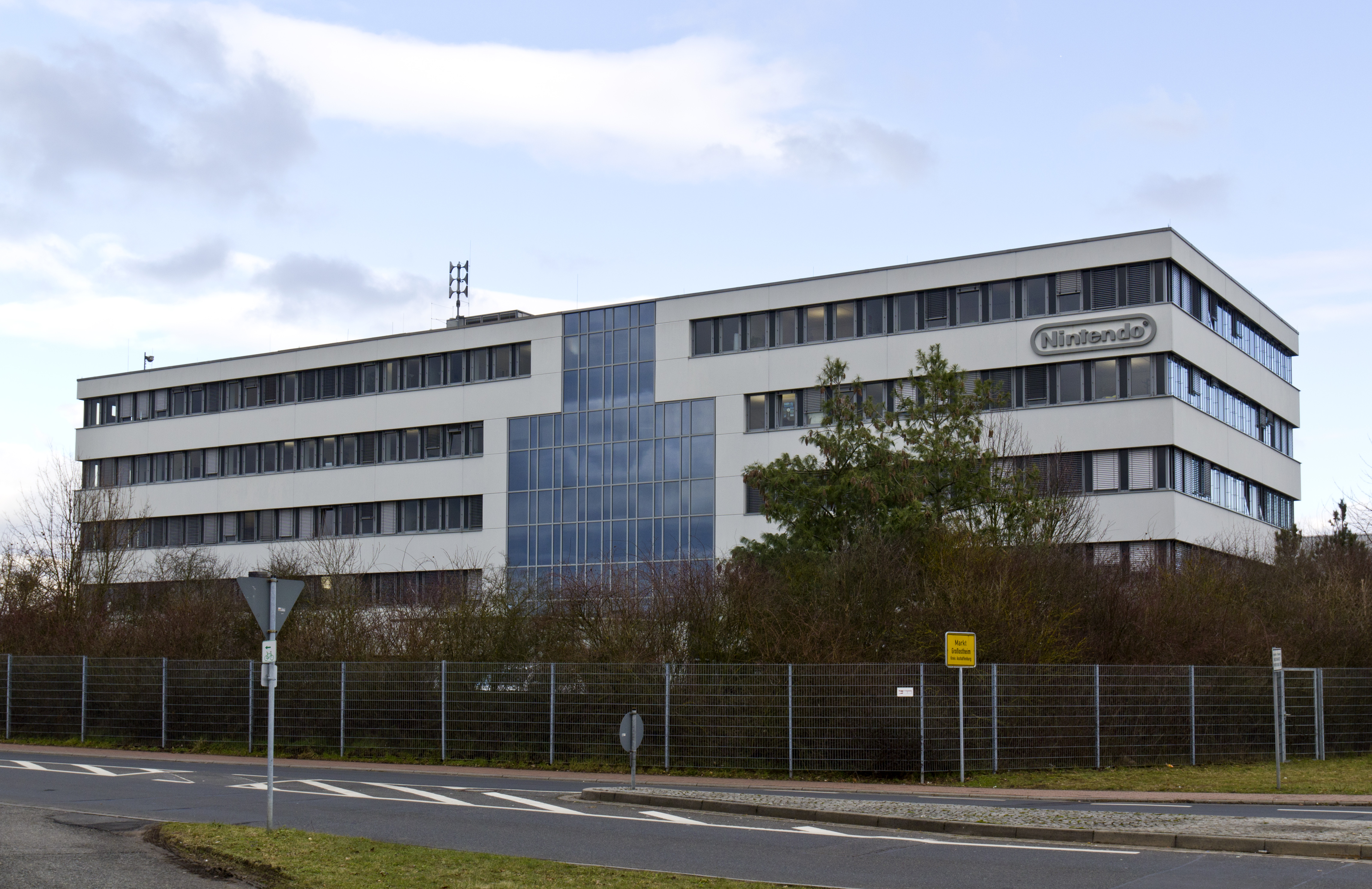
Ancien siège de Nintendo Europe

Großostheim abritait le siège européen de la firme japonaise Nintendo jusqu'en juin 2014, celui-ci a été centralisé à Francfort-sur-le-Main.
La brasserie Eder & Heylands est située à Großostheim.

## Personnalités
- Otto Becker (1958- ), cavalier allemand

## Jumelages
Großostheim est jumelé avec :
- Carbon-Blanc (France) depuis 1976, dans le département de la Gironde en Nouvelle-Aquitaine ;
- Olympie (Grèce) depuis 2001, dans le nome d'Élide ;

Wenigumstadt est jumelé avec :
- Hamoir (Belgique) depuis 1975, dans la province de Liège.
- Saulxures-sur-Moselotte (France) depuis 1996, dans le département des Vosges en Lorraine.

Pflaumheim est « parrainé » par :
- Barnov (cs) (Tchéquie) depuis le 15 octobre 1976
- Rudelzau (cs) (Tchéquie) depuis le 15 octobre 1976

## Galerie

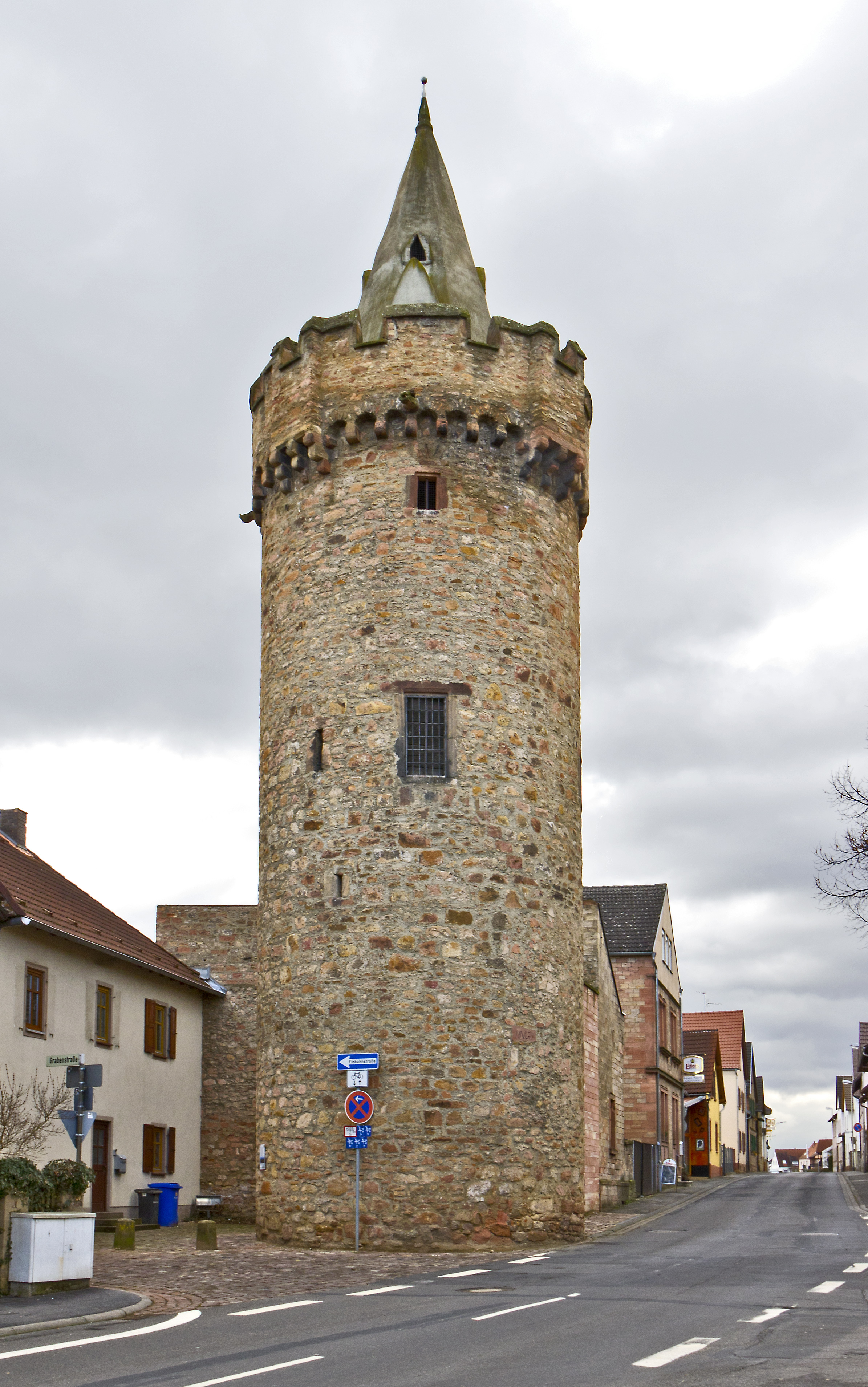
La Spitzer Turm
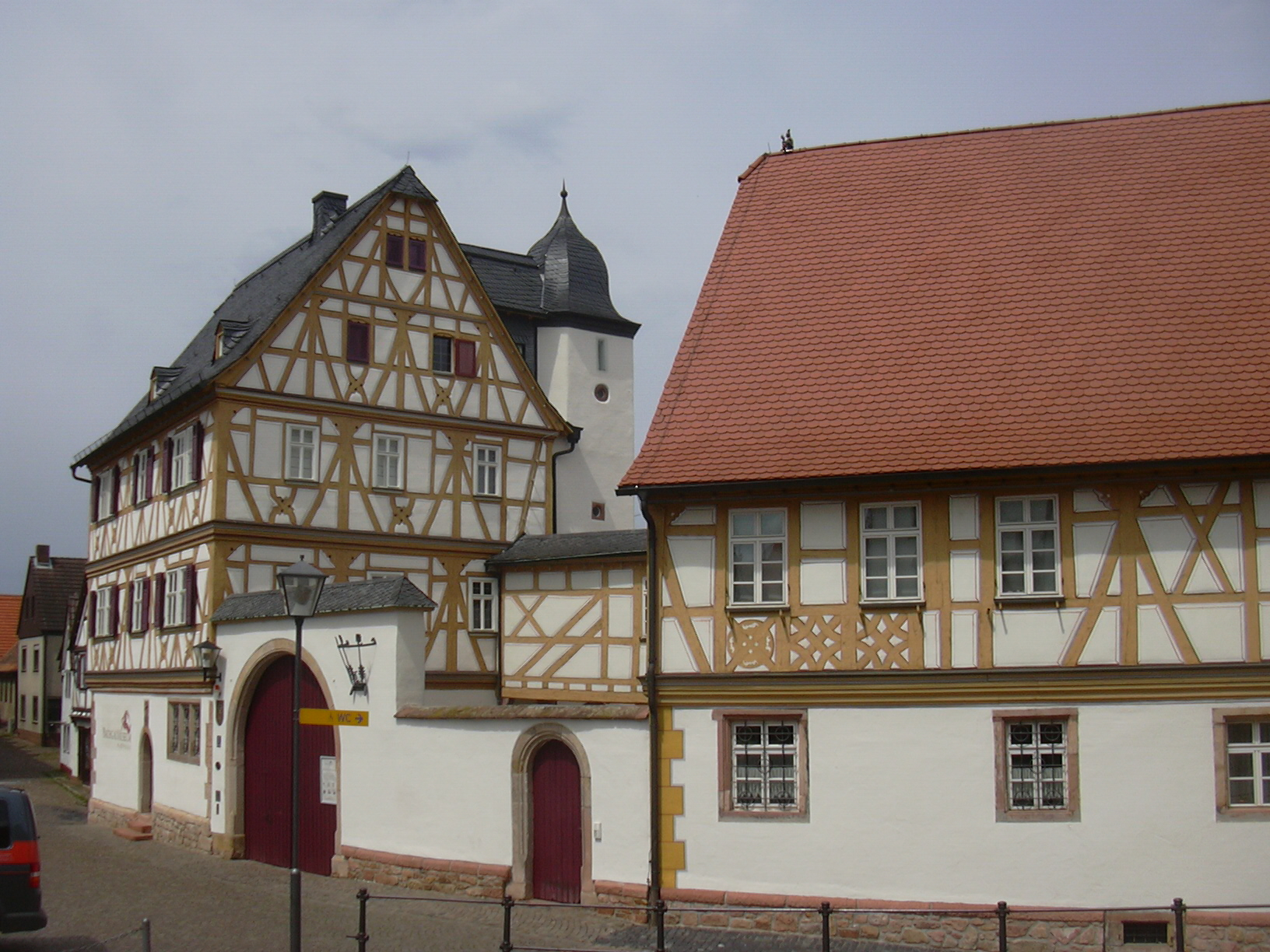
Lamaison Nöthig-Gut
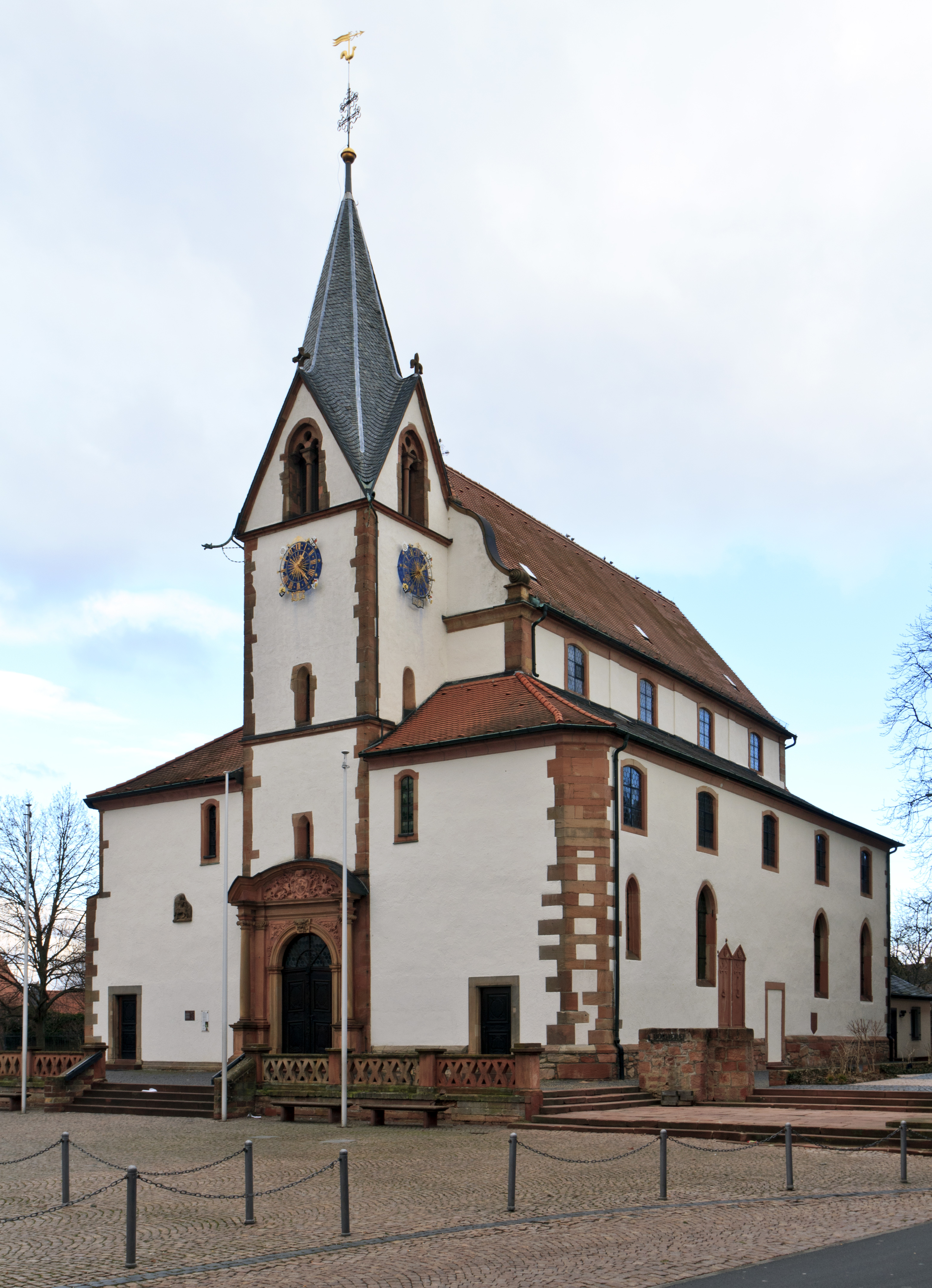
L'église Sts Pierre et Paul
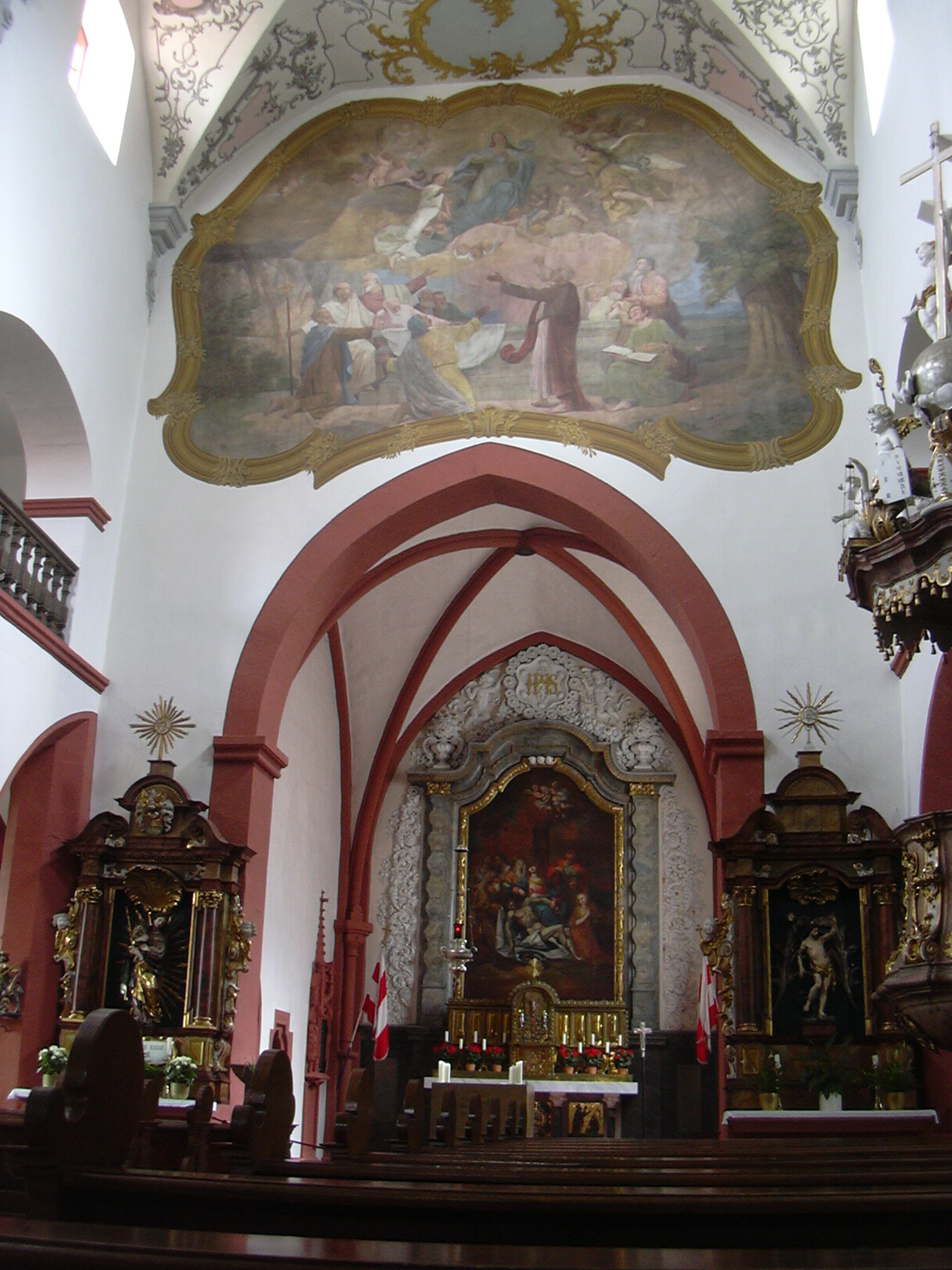
La nef de l'église Sts Pierre et Paul